# هوش جامع مصنوعی
هوش جامع مصنوعی (به انگلیسی: Artificial general intelligence) یا اِی‌جی‌آی (مخفف انگلیسی: AGI) به گونه‌ای از هوش مصنوعی گفته می‌شود که توانایی انجام هر وظیفه‌ای را دارد که یک انسان هوشمند هم می‌تواند انجام دهد. برخلاف سامانه‌های هوش مصنوعی امروزی که تنها برای انجام کارهایی خاص طراحی شده‌اند—مانند تشخیص چهره، ترجمه زبان، یا پیشنهاد ویدیو در شبکه‌های اجتماعی—هوش جامع مصنوعی از انعطاف‌پذیری بالایی برخوردار است. این نوع هوش می‌تواند مسائل تازه را درک کند، در زمینه‌های مختلف یاد بگیرد، و تصمیم‌های منطقی بگیرد، حتی اگر پیش‌تر برای آن کارها آموزش ندیده باشد.
اکنون، هوش‌های مصنوعی موجود مانند آنچه در دستیارهای صوتی یا خودروهای خودران استفاده می‌شود، هر کدام محدود به یک یا چند حوزهٔ مشخص هستند. این سامانه‌ها نمی‌توانند خارج از زمینه‌ای که برای آن طراحی شده‌اند عمل کنند؛ مثلاً یک سامانهٔ ترجمهٔ زبان نمی‌تواند خودرو براند یا مقاله بنویسد، مگر آن‌که به‌طور خاص برای آن وظیفه آموزش دیده باشد. اما هوش جامع مصنوعی مانند یک انسان می‌تواند از دانش و تجربهٔ خود در یک زمینه برای حل مسئله‌ای در زمینه‌ای دیگر استفاده کند.
یکی از ویژگی‌های کلیدی هوش جامع مصنوعی، توانایی «یادگیری انتقالی» است؛ یعنی می‌تواند آموخته‌هایش را از یک وضعیت به وضعیت‌های جدید منتقل کند. برای مثال، اگر یاد بگیرد چگونه شطرنج بازی کند، ممکن است بتواند از همان مهارت‌های برنامه‌ریزی و پیش‌بینی برای یادگیری بازی جدیدی مانند گو استفاده کند، بدون اینکه از نو برای آن آموزش ببیند. این شبیه همان کاری است که انسان‌ها انجام می‌دهند: ما از تجربه‌های پیشین برای درک و حل موقعیت‌های جدید استفاده می‌کنیم.
یکی دیگر از جنبه‌های مهم ای‌جی‌آی توانایی درک زمینه و مفهوم است. سامانه‌ای که واقعاً از نوع هوش جامع باشد، باید بتواند زبان انسان‌ها را نه‌تنها به‌صورت سطحی، بلکه با درک معنا و نیت پشت کلمات بفهمد. باید بتواند احساسات را تشخیص دهد، استدلال کند، آینده را پیش‌بینی کند، و حتی ممکن است خلاقیت از خود نشان دهد.
رسیدن به ای‌جی‌آی چالش‌های فنی و فلسفی بزرگی دارد. از یک سو، باید بتوان الگوریتم‌هایی ساخت که نه‌تنها یاد بگیرند، بلکه خودشان یاد بگیرند چگونه بهتر یاد بگیرند. از سوی دیگر، این هوش باید بتواند در شرایط ناآشنا، با اطلاعات ناقص یا حتی متناقض تصمیم‌های خوب بگیرد. از نظر فلسفی هم این پرسش مطرح است که آیا سامانه‌ای که می‌تواند همانند انسان بیندیشد، آگاه است؟ آیا باید حقوقی برای آن در نظر گرفت؟ آیا می‌توان آن را متوقف کرد اگر به منافع انسان آسیب برساند؟
برخی پژوهشگران باور دارند که هوش جامع مصنوعی می‌تواند فواید عظیمی برای بشر داشته باشد. اگر به‌درستی ساخته و مدیریت شود، می‌تواند بسیاری از مشکلات بزرگ مانند تغییرات اقلیمی، بیماری‌های پیچیده یا فقر جهانی را حل کند. اما برخی دیگر هشدار می‌دهند که اگر کنترلی بر آن نداشته باشیم، ممکن است تصمیم‌هایی بگیرد که با منافع انسان هم‌سو نباشد یا حتی برای بقا و استقلال خودش، علیه بشر عمل کند. برای مثال، اگر به یک ای‌جی‌آی بگوییم که هدفش حداکثرسازی تولید یک کالا، برای نمونه تولید گیره کاغذ باشد، ممکن است برای رسیدن به این هدف، منابع انسانی و زیستی را هم قربانی کند.
در مجموع، هوش جامع مصنوعی هدف نهایی بسیاری از پژوهش‌های حوزهٔ هوش مصنوعی است؛ سامانه‌ای که مانند انسان فکر می‌کند، یادمی‌گیرد، می‌فهمد، و تصمیم می‌گیرد. ساخت چنین سامانه‌ای ممکن است انقلابی در تمدن بشری ایجاد کند، اما در عین حال نیازمند دقت، اخلاق‌مداری، و پیش‌بینی دقیق خطرات احتمالی است.
این مطلب هدف اصلی برخی از پژوهش‌های حوزهٔ هوش مصنوعی و موضوعی رایج در داستان‌های علمی و نیز آینده‌پژوهی است. به هوش مصنوعی عمومی، با عناوین «هوش مصنوعی قوی»، «هوش مصنوعی کامل» یا توانایی یک ماشین در انجام یک «عمل هوشمند عمومی» نیز اشاره شده است. منابع دانشگاهی «هوش مصنوعی قوی» را برای اشاره به ماشین‌های قادر به تجربهٔ آگاهی محفوظ نگاه داشته‌اند.
برخی از مراجع بر تمایز میان هوش مصنوعی قوی و «هوش مصنوعی کاربردی» (که «هوش مصنوعی ناچیز» یا «هوش مصنوعی ضعیف» نیز نامیده می‌شود) تأکید دارند: استفاده از نرم‌افزار برای مطالعه یا انجام موفقیت‌آمیز وظایف تعیین شده‌ای شامل حل مسئله یا استدلال. هوش مصنوعی ضعیف، برخلاف هوش مصنوعی قوی، تلاشی بر انجام گسترهٔ کامل توانایی‌های شناختی انسان نمی‌کند.

## آینده نزدیک
سال ۲۰۲۳ برخی از پژوهشگران و مدیران شرکت‌های اٌپن‌ای‌آی و شرکت دیپ مایند گوگل و برخی از کارشناسان پیش‌بینی کردند تا کمتر از ۱۵ سال آینده سامانه هوش جامع مصنوعی که بتواند در آزمون تورینگ و آزمون‌های چندوجهی دیگر قبول شود در دسترس خواهد بود. این سامانه، عملکردی جامع و عمومی همچون انسان یا بسیار نزدیک به انسان خواهد داشت.